# Помогите стать отцом
«Помогите стать отцом» (англ. Not Suitable for Children) — комедия 2012 года. Премьера состоялась 6 июня 2012.

## Сюжет
В свои двадцать с хвостиком лет Джона совсем не заботится о своём будущем. Он диджей, его жизнь — это вечеринки и отношения без обязательств. Но вот однажды он узнает, что ему предстоит операция, после которой он скорее всего не сможет иметь детей. У него есть всего две недели, чтобы зачать ребёнка. Но с кем? Все его многочисленные подружки поднимают его на смех с этим предложением. Время до операции истекает и Джоне предстоит найти будущую мать своего ребёнка и, может быть, найти настоящую любовь

## В главных ролях
| Актёр             | Роль            |
| ----------------- | --------------- |
| Райан Квонтен     | Джона           |
| Сара Снук         | Стив            |
| Райан Корр        | Гес             |
| Бояна Новакович   | Ава             |
| Сьюзэн Прайор     | Марси           |
| Льюис Фиц-Джералд | Доктор Маккензи |
| Кэтерин Бек       | Бекки Кинкейд   |